# إيمي روبسارت
إيمي، الليدي دادلي (بالإنجليزية: Amy, Lady Dudley) (اسمها قبل الزواج: روبسارت؛ من مواليد 7 يونيو عام 1532 – 8 سبتمبر عام 1560)، الزوجة الأولى لروبرت دادلي، إيرل ليستر، المُقرب والمفضل لدى إليزابيث الأولى ملكة إنجلترا. اشتهرت دادلي بشكل أساسي بسبب حادثة وفاتها إثر سقوطها من على درج، وهي ظروف كثيرًا ما اعتُبرت مشبوهة. آيمي روبسارت هي الابنة الوحيدة لرجل نبيل من نورفولك يتمتع بمكانة معتبرة. وفقًا للغة المتداولة في ذلك العصر، كُتب اسمها على شكل «آمي دادلي».
تزوجت إيمي روبسارت من روبرت دادلي، ابن جون دادلي، دوق نورثمبرلاند الأول، عندما كانت في نحو الثامنة عشرة من عمرها. في عام 1553، حُكم على روبرت دادلي بالإعدام وسُجن في برج لندن، حيث سُمح لإيمي دادلي بزيارته. بعد إطلاق سراحه، عاش الزوجان في ظروف مالية صعبة حتى تولى دادلي منصب «قاضي الفرسان» مع اعتلاء إليزابيث الأولى العرش في أواخر عام 1558، وهو منصب مهم في البلاط المَلَكي. وسرعان ما انتشرت شائعات بأن الملكة قد وقعت في حبه ودار الحديث عن أن إيمي دادلي، التي لم تتبع زوجها إلى البلاط، كانت تعاني من مرض، وأن إليزابيث ربما تتزوج محبوبها في حال وفاة زوجته. ازدادت الشائعات حدةً حينما بقيت إليزابيث عازبة على الرغم من التوقعات العامة بأن تقبل أحد خطابها العديدين من الخارج.
عاشت إيمي دادلي مع أصدقاء في مناطق مختلفة من البلاد، وكانت لها أسرتها الخاصة ونادرًا ما كانت ترى زوجها. في صباح يوم 8 سبتمبر من عام 1560، في كمنر بليس بالقرب من أوكسفورد، أصرت على صرف خدمها، ثم وُجدت لاحقًا ميتة عند أسفل درج، بعنق مكسور وجرحان في رأسها. جاء حكم محقق الوفيات لهيئة المحلفين في تقرير الطبيب الشرعي بأن الوفاة كانت نتيجة سقوط عن الدرج؛ أقر الحكم باعتباره «حادثًا مؤسفًا»، أي وفاة عرضية.
أثارت وفاة إيمي دادلي فضيحة كبيرة. فعلى الرغم من نتيجة التحقيق، كان روبرت دادلي محل شك واسع بأنه دبر وفاة زوجته، وهي وجهة نظر لا يتبناها معظم المؤرخين المعاصرين. ظلّ دادلي المفضل الأقرب للملكة إليزابيث، إلا أنها، حرصًا على سمعتها، لم تستطع المجازفة بالزواج منه. تطورت مبكرًا رواية مفادها أن السير ريتشارد فيرني، أحد أتباع روبرت دادلي، قد دبر مقتل إيمي دادلي بعنف وكرس هذه الرواية منشور شهير ومؤثر بعنوان كومنولث ليستر صدر عام 1584 ضد روبرت دادلي، الذي كان حينها قد أصبح إيرل ليستر. أُعيد إحياء الاهتمام بمصير إيمي دادلي في القرن التاسع عشر من خلال رواية والتر سكوت بعنوان كينيلورث. أما التفسيرات الحديثة الأكثر قبولًا لوفاتها فهي إصابتها بسرطان الثدي أو انتحارها، رغم أن بعض المؤرخين ما يزالون يدرسون سيناريوهات القتل. تشير الأدلة الطبية من تقرير الطبيب الشرعي، الذي عُثر عليه عام 2008، إلى أن الوفاة قد تكون ناجمة عن حادث عرضي أو انتحار أو عنف من نوع آخر.

## مابعد الحادثة
أثارت وفاة إيمي دادلي، التي وقعت وسط تجدد الشائعات حول الملكة ومحبوبها، «شبهات مؤلمة وخطيرة، وهمسًا في البلاد». صُدم روبرت دادلي من الحادثة إذ كان يخشى «الأحاديث الخبيثة التي أعلم أن هذا العالم الشرير سيتداولها». شعر ويليام سيسيل، السكرتير الرئيسي للملكة، بالتهديد من احتمال أن يصبح دادلي ملكًا قرينًا، فنشر شائعات للحيلولة دون حدوث ذلك.
عَلِم سيسيل بوفاة إيمي قبل أن تُعلن رسميًا وأخبر السفير الإسباني أن اللورد روبرت والملكة يرغبان في الزواج وأنهما على وشك التخلص من الليدي إيمي دادلي عن طريق تسميمها، «مدعين أنها مريضة، لكنها في الحقيقة لم تكن كذلك». وبالمثل، عارض نيكولاس ثروكمورتون، السفير الإنجليزي في فرنسا، زواج دادلي بشدة وذهب إلى حد لفت الأنظار عمدًا إلى القيل والقال الفاضح الذي سمعه في البلاط الفرنسي. على الرغم من أن سيسيل وثروكمورتون استغلا الفضيحة لأغراض سياسية وشخصية، إلا أنهما لم يعتقدا بأن روبرت دادلي قد دبر مقتل زوجته بالفعل.
في أكتوبر، عاد روبرت دادلي إلى البلاط واعتقد الكثيرون أنه فعل ذلك «على أمل كبير في الزواج من الملكة». ولم تكن مودة إليزابيث وتفضيلها له قد تراجعت على الإطلاق، وحين تلقت نصائح غير مطلوبة تحثها على عدم الزواج من اللورد روبرت، صرحت بأن التحقيق قد أظهر أن «الأمر كان بخلاف ما أُشيع عنه» وأنه «لا يمس صدقه ولا شرفها».
ومع ذلك، فقد كانت سمعتها الدولية، بل وحتى مكانتها في الداخل، معرضة للخطر بسبب تلك الفضيحة، ويبدو أن ذلك أقنعها بأنها لا تستطيع المجازفة بالزواج من دادلي. أما دادلي نفسه، فلم تكن لديه أوهام بشأن سمعته التي تدمرت، حتى عند إبلاغه بقرار هيئة المحلفين: «لتكن مشيئة الله؛ وليتني كنت أفقر الناس على الأرض مقابل ألا تكون هذه المصيبة قد حلّت بي». في سبتمبر عام 1561، أي بعد شهر من صدور الحكم الرسمي من الطبيب الشرعي، قام إيرل أروندل، وهو من ألد أعداء دادلي، بدراسة الشهادات على أمل العثور على دليل يُدين خصمه.